# لانس سميث
لانس سميث (بالإنجليزية: Lance L. Smith)‏ (و. 1946  م) هو ضابط، من الولايات المتحدة الأمريكية، ولد في أكرون.

## مناصب
تولى منصب Supreme Allied Commander Transformation ‏.

## التعليم
تعلم في جامعة فرجينيا للتقنية، والكلية الحربية الأمريكية.

## الخدمة العسكرية
خدم في القوات الجوية الأمريكية.

## جوائز
حصل على جوائز منها:
- صليب الطيران المتميز
- نوط الجو
- ستار سيلفر
- ميدالية الخدمة المتميزة للقوات الجوية [الإنجليزية]‏
- وسام القلب الأرجواني
- وسام الاستحقاق الأمريكي برتبة فيلق
- وسام الاستحقاق.